# Hermano de Solms-Hohensolms-Lich
Hermano Adolfo de Solms-Hohensolms-Lich (Brtnice, 15 de abril de 1838 – Lich, 16 de setembro de 1899) foi um nobre alemão membro da Casa de Solms-Hohensolms-Lich e político.

## Vida
Hermano foi o filho mais velho de Fernando, Príncipe de Solms-Hohensolms-Lich (1806-1876) e sua esposa a condessa Carolina de Collalto e San Salvatore (1818-1855).
Como nobre hessiano, Hermano de Solms-Hohensolms-Lich era um membro da primeira câmara dos Estados do Grão-Ducado de Hesse de 1872 a 1874 e de 1880 até sua morte em 1899. De 1881 a 1899, ele também foi membro da Câmara dos Senhores Prussianos. Ele também era membro do parlamento da Prússia Renana.

## Casamento e filhos
Ele casou-se em 1865 em Janowice Wielkie com a condessa Inês de Stolberg-Wernigerode (1842-1904). Eles tiveram sete filhos:
- Carlos (1866-1920), casou-se com Ema de Stolberg-Wernigerode
- Ricardo Luís (1867-1951), casou-se com Marta de Solms-Sonnenwalde
- Ana Isabel (1868-1950), casou-se com João de Lynar
- Leonor (1871-1937), casou-se com Ernesto Luís, Grão-Duque de Hesse
- Maria Matilde (1873-1953), casou-se com Ricardo de Dohna-Schlobitten
- Carolina (1877-1958), casou-se com Clóvis, Conde de Hesse-Philippsthal-Barchfeld
- Doroteia (1883-1942), casou-se com Hermano de Stolberg-Wernigerode